# Surumakhim
Surumakhim – gaun wikas samiti we wschodniej części Nepalu w strefie Meći w dystrykcie Taplejung. Według nepalskiego spisu powszechnego z 2001 roku liczył on 336 gospodarstw domowych i 1911 mieszkańców (949 kobiet i 962 mężczyzn).